# Věra Jourová

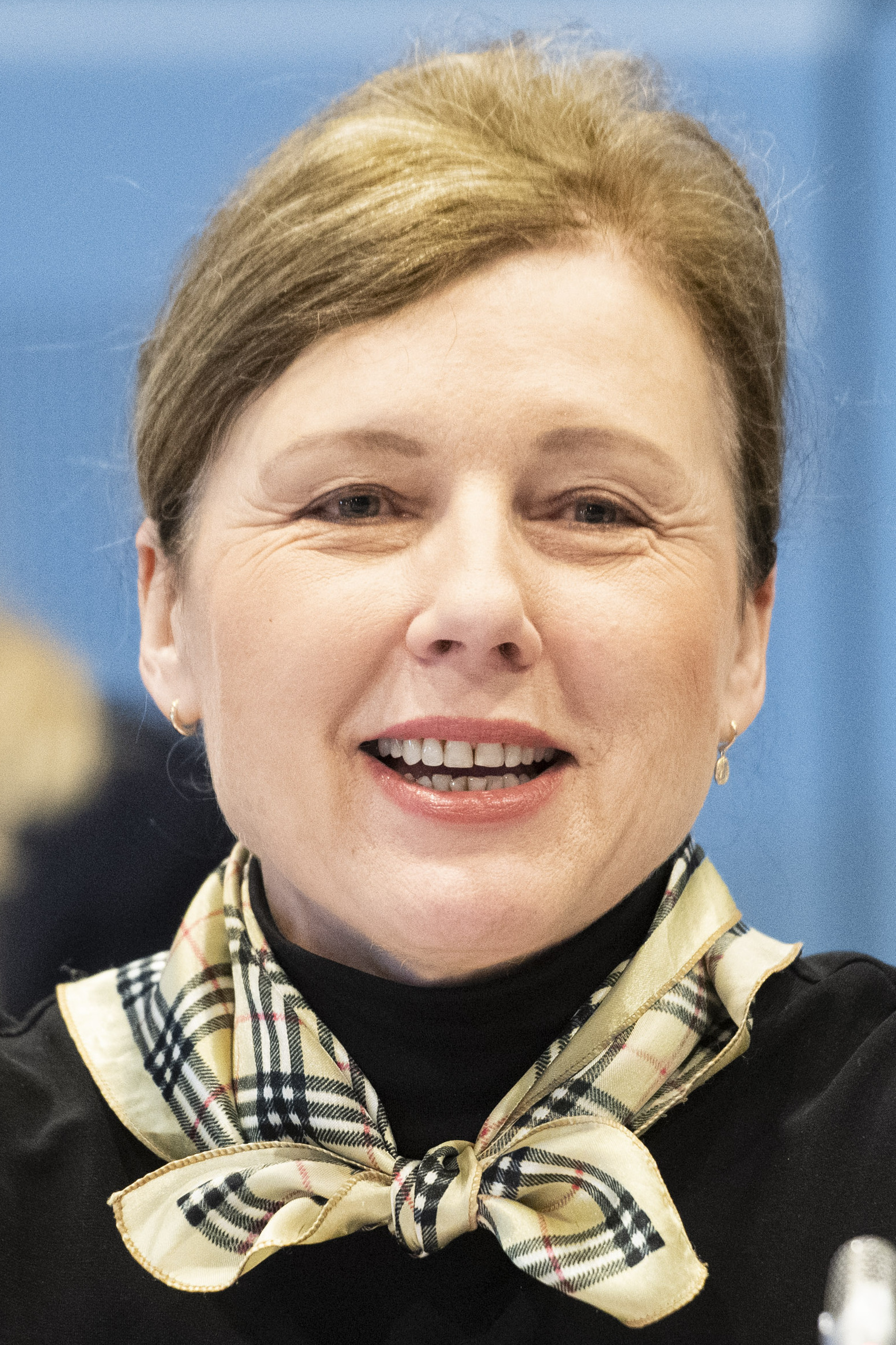
Věra Jourová (2023)

Věra Jourová (* 18. August 1964 in Třebíč) ist eine tschechische Politikerin (ehemals Partei ANO 2011). Sie war von 2014 bis 2019 EU-Kommissarin für Justiz, Verbraucherschutz und Gleichstellung und von 2019 bis 2024 Vizepräsidentin der EU-Kommission und Kommissarin für Werte und Transparenz. Das US-Magazin Time nahm sie 2019 in ihr Ranking der 100 einflussreichsten Persönlichkeiten auf, als „führende Stimme, die die Regulierung digitaler Technologieunternehmen einfordert“.

## Berufliche und politische Karriere
Jourová schloss 1991 ein Studium der Kulturanthropologie an der Philosophischen Fakultät der Karlsuniversität in Prag ab. Danach war sie zunächst in einer Kultureinrichtung und ab 1994 in der Stadtverwaltung ihrer Geburtsstadt Třebíč tätig. Sie arbeitete an der Entwicklung des Jüdischen Viertels in Třebíč, das 2003 in die Liste des UNESCO-Welterbes aufgenommen wurde. Von 2001 bis 2003 leitete Jourová die Regionalentwicklungsabteilung des Kraj Vysočina.
In den Jahren 2003 bis 2006 betätigte sie sich in der sozialdemokratischen Partei ČSSD. Jourová war von 2004 bis 2006 Stellvertreterin des Ministers für regionale Entwicklung Radko Martínek. Sie wurde der Korruption bezichtigt und verbrachte einen Monat in Untersuchungshaft. Nachdem sich die Vorwürfe vor Gericht als falsch herausgestellt hatten, erhielt sie eine staatliche Entschädigung. In der Folge war Jourová Direktorin einer Consultingfirma im Bereich EU-Regionalförderung. 2012 schloss Jourová ein Studium der Rechtswissenschaften an der Karlsuniversität ab.
Jourova schloss sich 2013 der Partei ANO 2011 an, in der sie erste Vizechefin war. Bei der Abgeordnetenhauswahl 2013 erhielt sie als Listenerste für den Kraj Vysočina ein Mandat. Am 29. Januar 2014 wurde Jourová als Ministerin für regionale Entwicklung in der Regierung Bohuslav Sobotka angelobt. Am 3. Oktober desselben Jahres legte sie dieses Amt im Hinblick auf ihre Berufung in die Europäische Kommission nieder.

### EU-Kommissarin
Am 1. November 2014 wurde Jourová EU-Kommissarin für Justiz, Verbraucherschutz und Gleichstellung in der Kommission Juncker. In dieser Funktion setzte sich Jourová besonders für eine Stärkung des europäischen Datenschutzes ein. In ihre Kompetenz fiel das EU-US Privacy Shield und sie arbeitete an der Datenschutz-Grundverordnung mit.
Am 1. Dezember 2019 wurde sie in der Kommission von der Leyen I Vizepräsidentin der EU-Kommission und Kommissarin für Werte und Transparenz. Nachdem Jourová im September 2020 den Zustand der Rechtsstaatlichkeit in Ungarn kritisierte, verlangte der ungarische Ministerpräsident Viktor Orbán ihren Rücktritt. Jourová war für das Verfahren gegen Ungarn wegen Verletzung von EU-Grundwerten zuständig. Sie amtierte bis zum 30. November 2024.

### Abschied von der Politik und Privatleben
Im Juni 2024 erklärte sie ihren Austritt aus der Partei ANO und teilte mit, dass sie ihre Zukunft im akademischen Bereich sehe. Seit Januar 2025 ist Jourová Prorektorin der Karls-Universität für Personal und neue Technologien im Kollegium von Rektorin Milena Králíčková.
Jourová ist geschiedene Mutter von zwei erwachsenen Kindern, einem Sohn und einer Tochter.